# Papaver alpinum
Papaver alpinum är en vallmoväxtart som beskrevs av Carl von Linné. Papaver alpinum ingår i släktet vallmor, och familjen vallmoväxter.

## Underarter
Arten delas in i följande underarter:
- P. a. alpinum
- P. a. lapeyrousianum
- P. a. endressii

## Bildgalleri

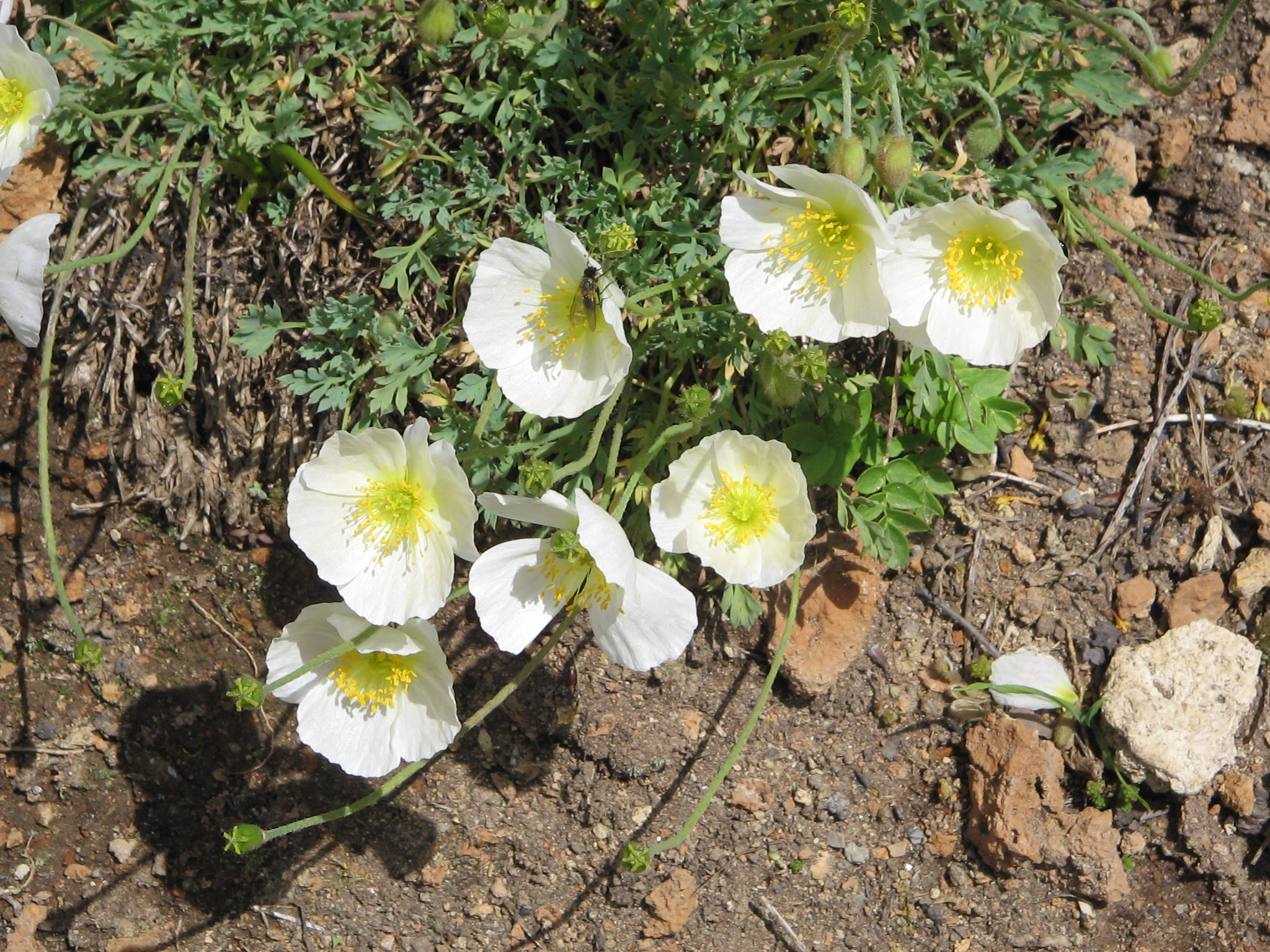
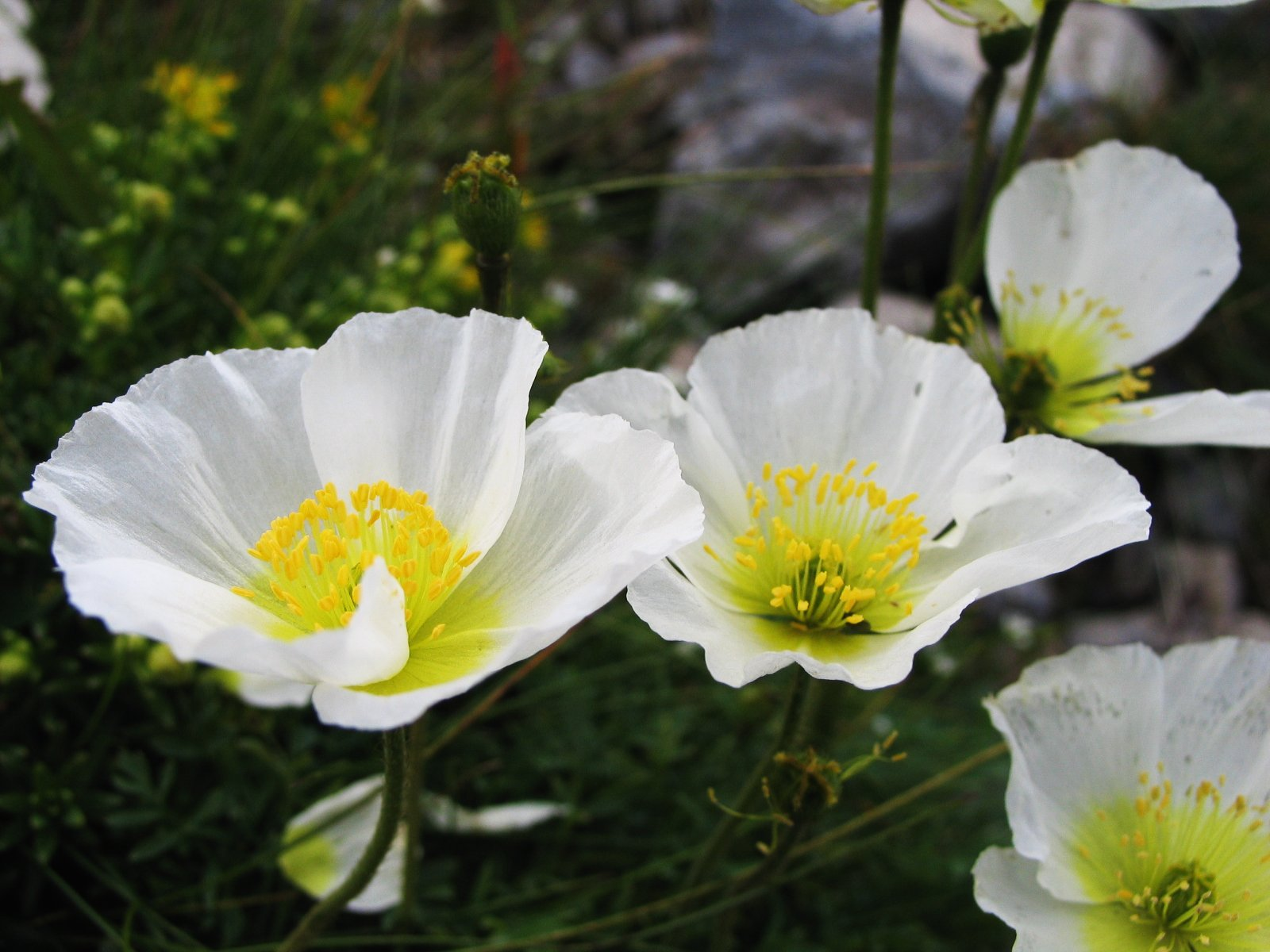
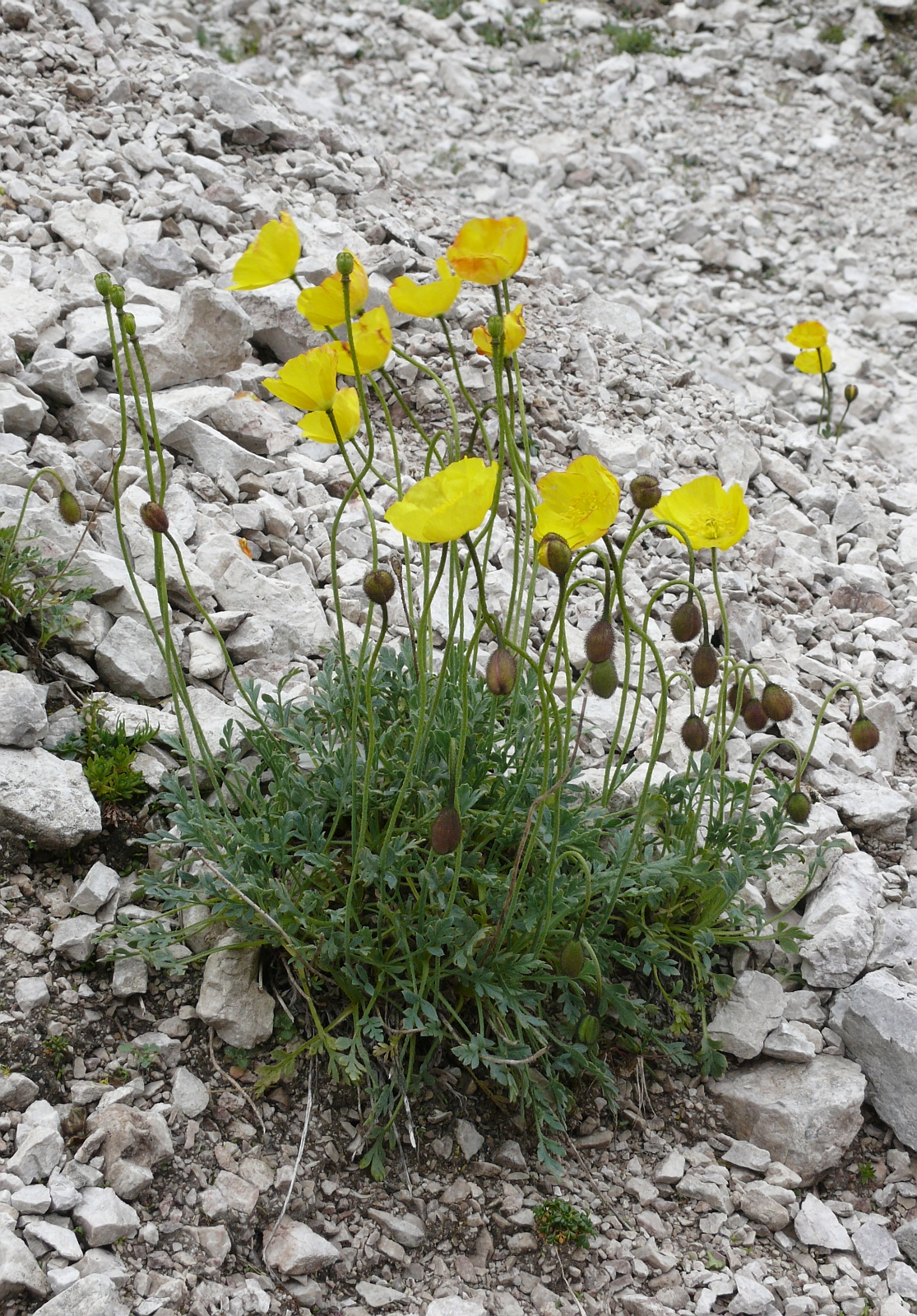
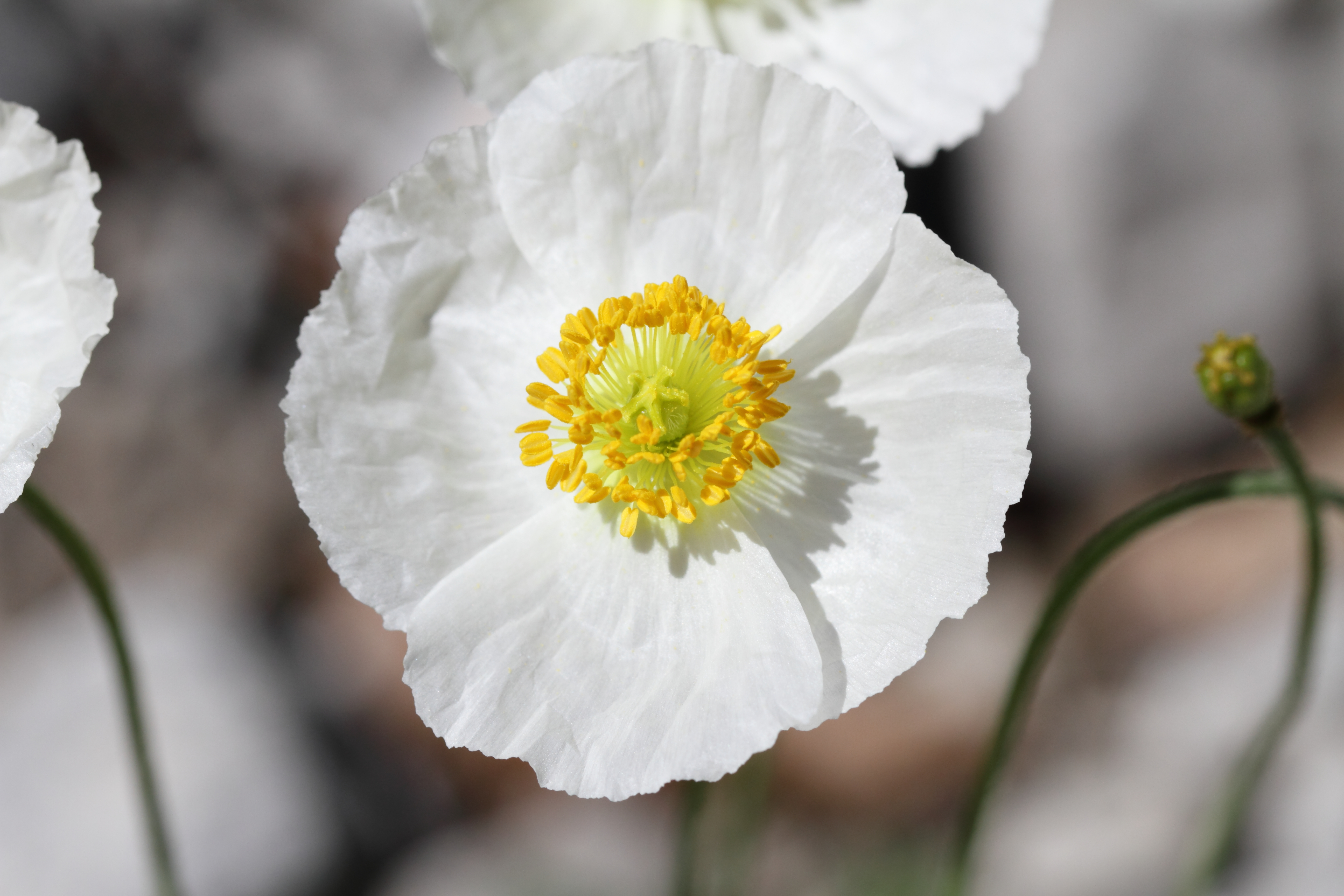
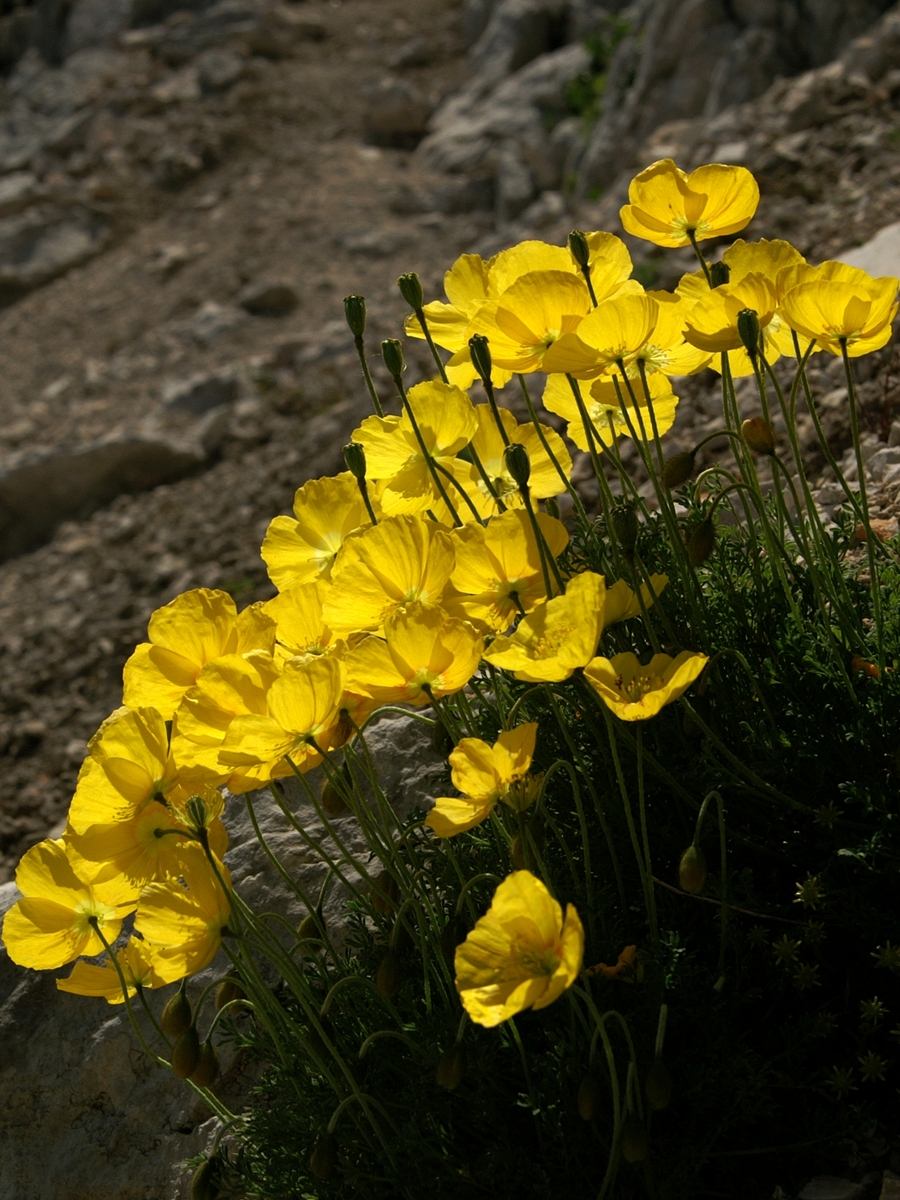
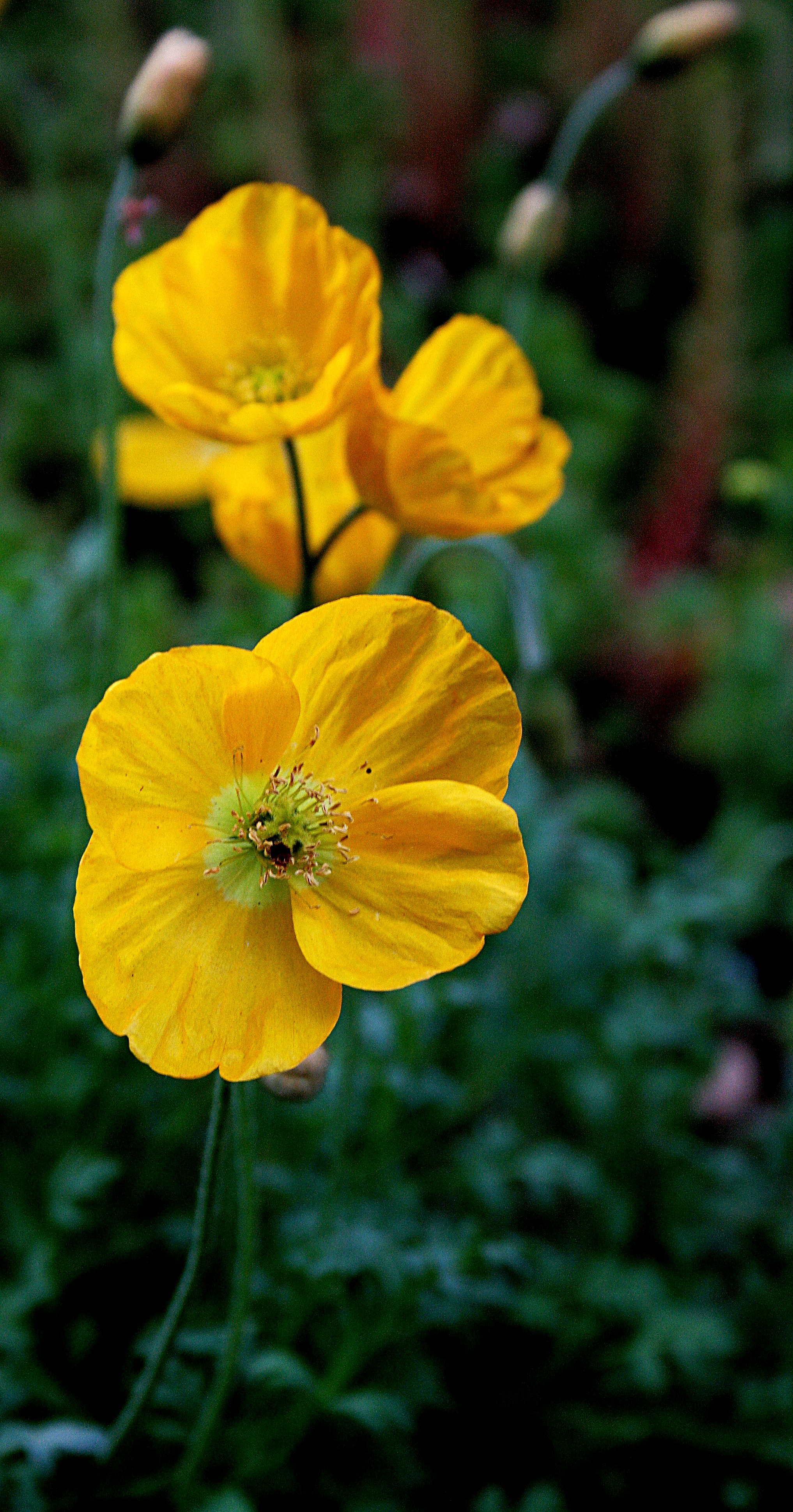